# Statuaire (passe)
Pour les articles homonymes, voir Statuaire.

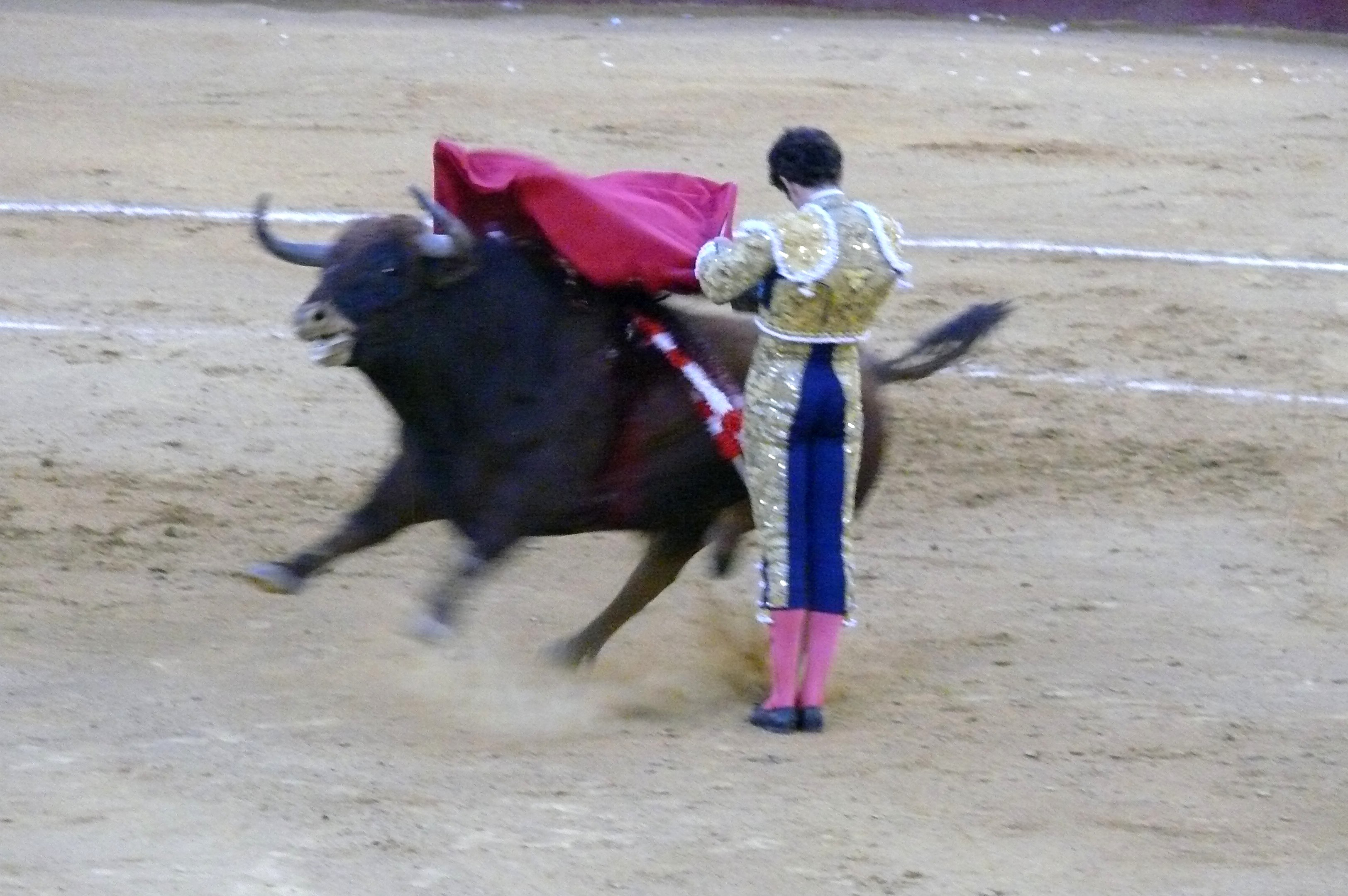
Statuaire de José Tomás aux arènes d'Almería en août 2008

Dans le monde de la tauromachie, la statuaire est une passe de muleta. C'est une passe aidée par le haut (ayudado por alto) que le torero réalise en restant immobile.

## Présentation
L'ancien nom de la statuaire était passe de la mort ce qui définit son caractère dangereux. Au passage du taureau, au lieu d'allonger le bras de côté pour détourner la bête, le matador élève l'étoffe verticalement, et il compte sur la force de l'élan de l'animal pour se trouver hors d'atteinte. L'immobilité totale et les pieds joints sont les deux conditions pour une statuaire réussie. 
Cette passe est très émouvante car elle met en évidence la supériorité du sang-froid sur la force aveugle. Mais il faut vraiment compter sur l'élan du taureau et c'est une passe risquée. Notamment si la bête ne charge pas franchement et si elle se détourne vers l'homme au passage.
Les meilleurs matadors se sont illustrés dans cette passe : Manzanares (José María Dolls Abellán), Paco Ojeda qui l'a brillamment exécutée et qui l'a relancée alors qu'elle était peu souvent pratiquée. Elle a été ensuite reprise essentiellement par les toreros « artistes » : Joselito (José Miguel Arroyo Delgado), Fernando Cepeda, Julio Aparicio Díaz, José Tomás, entre autres.